# Reakcja Leuckarta
Reakcja Leuckarta – reakcja chemiczna polegająca na redukcyjnym aminowaniu związków karbonylowych za pomocą soli amonowych kwasu mrówkowego lub formamidu do N-formyloamin. Po hydrolizie uzyskuje się aminy z odpowiednich ketonów oraz aldehydów. 
Reakcja ta została odkryta przez przypadek przez Rudolfa Leuckarta w 1885 roku przy okazji badań nad inną reakcją. Redukcyjne aminowanie zachodzi również z podstawionymi pierwszo- oraz drugorzędowymi mrówczanami amin oraz z N-podstawionymi amidami kwasu mrówkowego. 
W pierwszym etapie reakcji tworzy się amid oraz woda w wyniku rozkładu termicznego mrówczanu. W drugim etapie następuje redukcja i przyłączenie grupy aminoformylowej (-NHCHO) w miejscu grupy karbonylowej. Reakcja zachodzi w  wysokich temperaturach, ok. 180-200 °C, na granicy rozkładu amidów oraz wrzenia związków karbonylowych z wydzieleniem amoniaku w przypadku użycia mrówczanu amonu lub odpowiedniej aminy w przypadku podstawionego mrówczanu.   Drugim produktem jest dwutlenek węgla (CO2), który w połączeniu z aminą tworzy nietrwały karbaminian gromadzący się w chłodnicy podczas reakcji. 
Utworzoną formylową pochodną wydziela się, a następnie hydrolizuje do aminy. Gdy do reakcji użyje się dodatkowo nadmiaru kwasu mrówkowego zwiększa się wydajność, a czas reakcji skraca się na skutek silnego działania redukcyjnego kwasu mrówkowego. Tę modyfikację nazywa się reakcją Leuckarta-Wallacha. Wydajności reakcji różnych reakcji aminowania redukcyjnego które wahają się od 5 do 60% można podnieść do 90–98% przez zastosowanie reaktora mikrofalowego przy jednoczesnym skróceniu czasu reakcji z 3–6 h do ½–1 h. 